# 拉罗马涅 (阿登省)
拉罗马涅（法語：La Romagne，法語發音：[la ʁɔmaɲ] ⓘ）是法国大東部大區阿登省的一个市镇，属于勒泰勒区。

## 地理
拉罗马涅（49°40'44"N, 4°18'54"E）面积9.91 平方千米，位于法国大東部大區阿登省，该省份为法国北部内陆省份，西接埃纳省，南至马恩省，东临默兹省，北与比利时接壤。
与拉罗马涅接壤的市镇（或旧市镇、城区）包括：肖蒙波尔西安、德赖兹、日夫龙、蒙梅扬、罗基尼、圣让欧布瓦、锡尼拉拜。

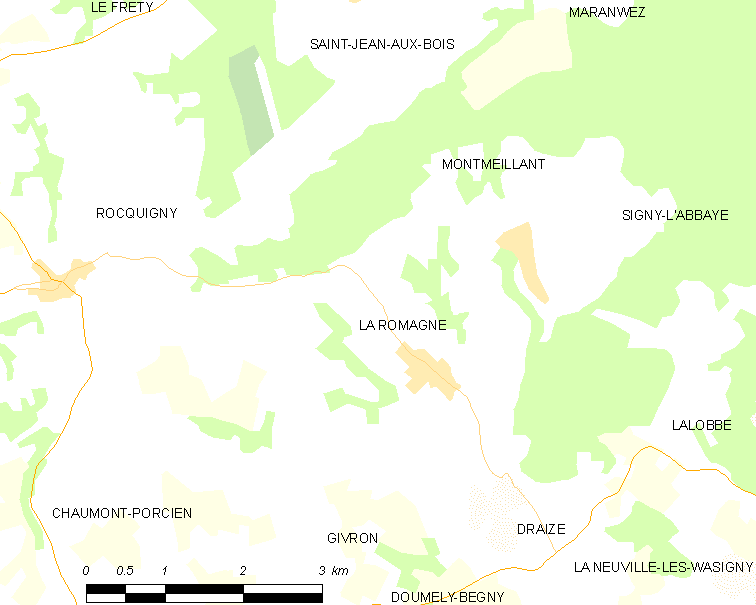
的OSM定位图

拉罗马涅的时区为UTC+01:00、UTC+02:00（夏令时）。

## 行政
拉罗马涅的邮政编码为08220，INSEE市镇编码为08369。

## 政治
拉罗马涅所属的省级选区为锡尼拉拜县。

## 人口

1962-2008年间人口变化图示

拉罗马涅于2022年1月1日时的人口数量为130人。